# Nemacheilus dori
Nemacheilus dori é uma espécie de peixe actinopterígeo da família Balitoridae.
Apenas pode ser encontrada em Israel.
Os seus habitats naturais são: rios.
Está ameaçada por perda de habitat.